# Kör Yusuf Ziyaüddin Pascha
Kör Yusuf Ziyaüddin Pascha, auch Yusuf Ziya Pascha, (* 18. Jahrhundert; † 1819 auf Chios) war ein osmanischer Staatsmann georgischer Herkunft, der von 1798 bis 1805 und von 1809 bis 1811 Großwesir des osmanischen Reiches war. Außerdem war er mehrfach Gouverneur in verschiedenen Regionen des Reiches. Als Großwesir kommandierte er das osmanische Heer im Krieg gegen das französische Expeditionsheer in der osmanischen Rückeroberung Ägyptens und war später Kommandeur der osmanischen Truppen im Russisch-Türkischen Krieg (1806–1812).

## Leben
Kör Yusufs Geburtsdatum ist unbekannt, nur seine georgische Herkunft ist belegt. Infolge eines Unfalls beim Cirit-Spiel erblindete er auf einem Auge, was ihm den Beinamen Kör (dt. „der Blinde“) einbrachte. Kör Yusuf war bekannt für seinen Fatalismus und seine Frömmigkeit und galt als kompetenter Kommandeur. Er begann seine berufliche Karriere als Regierungsangestellter und verantwortlicher Beamter für Minen. Er wurde in den Rang eines Wesirs befördert und im Jahr 1793 Gouverneur (Wālī) des Eyâlet Diyarbekir, 1794 des Eyâlet Erzurum, des Eyâlet Çıldır und 1796 des Eyâlet Trabzon.
Kör Yusuf wurde am 25. Oktober 1798 während der Regierungszeit von Selim III. zum Großwesir ernannt. Während seiner ersten Amtszeit erwarben er und seine Söhne Mehmet Bey und Sabit Yusuf Bey mehrere Gebiete mit Steuerpacht im Eyâlet Diyarbekir und Kör Yusuf kaufte eine 50-prozentige Beteiligung an einer Kupferraffinerie in der Stadt Diyarbakır.
Im Jahr 1799 übernahm Kör Yusuf das Oberkommando über das osmanische Heer, um die osmanische Kontrolle über Ägypten zurückzugewinnen und die Franzosen nach der Ägyptischen Expedition aus der Region zu vertreiben. Mit einer Mobilmachung erreichte Kör Yusuf eine Truppenstärke von 15.000 Soldaten, mit der Rekrutierung von Soldaten aus Aleppo und Damaskus wuchs das Heer auf 25.000 Soldaten an. Die Armee setzte sich von Gaza aus in Richtung Ägypten in Bewegung. Albanischstämmige Soldaten machten den größten Teil von Kör Yusufs Kräften aus, außerdem eine 5.000 Mann starke Kavallerie und Janitscharen-Verbände.
Im Januar 1800 unterzeichnete Kör Yusuf gemeinsam mit dem französischen General Jean-Baptiste Kléber und dem britischen Admiral Sidney Smith das Abkommen von al-Arisch, welches den vollständigen Abzug französischer Truppen aus Ägypten vorsah. Dieses Abkommen wurde von dem oberkommandierenden Admiral Lord Keith jedoch nicht ratifiziert, da dieser auf der bedingungslosen Kapitulation der französischen Expeditionstruppen bestand. Der Konflikt wurde wieder aufgenommen und Klébers Streitkräfte besiegten die osmanische Armee und die verbündeten Mamluken-Streitkräfte in der Schlacht von Heliopolis im März 1800. Erst im Dezember 1801 konnte das osmanisch-britische Bündnis die Franzosen besiegen und zurückdrängen.
Als Kör Yusuf in Kairo einzog, beschuldigte er die Christen der Kollaboration mit den Franzosen, ließ viele hinrichten oder ins Exil schicken und beschlagnahmte die Vermögen. Nachdem Kör Yusuf nach dem französischen Rückzug Ägypten neu geordnet hatte, verließ er das Land in Richtung osmanisches Syrien. Am 21. April 1805 trat Kör Yusuf als Großwesir zurück und lebte in der Folgezeit zurückgezogen in seinen Gemächern.
Im März 1807 wurde Kör Yusuf erneut zum Gouverneur des Eyâlet Trabzon ernannt. In September wurde er Gouverneur der Eyâlets Bagdad und Basra und im Oktober der Eyâlets Konya und Aleppo. Im Jahr 1808 wurde er zum zweiten Mal Wali von Erzurum und wurde zum Şark seraskeri (Oberkommandierenden des Ostens) befördert, was ihn zum Befehlshaber der osmanischen Streitkräfte in den Eyâlets Sivas, Trabzon, Malatya, Maraş, Chorum und Mossul machte. In dieser Funktion kämpfte er im Russisch-Türkischen Krieg (1828/29) bei Achalkalaki gegen das russische Kaiserreich.
Während der Regentschaft von Mahmud II. wurde Kör Yusuf im Jahr 1809 erneut Großwesir. Während seiner zweiten Amtszeit leitete er zwei Jahre lang die Kämpfe gegen die Russen an der Front in Rumelien. Am 10. Mai 1811 wurde er aus dem Amt als Großwesir entlassen. Er wurde 1817 Gouverneur des Sandschak Chios, nachdem er 1815 zum Kommandanten des Sandschak Eğriboz (Euböa) ernannt worden war. Kör Yusuf starb 1819 auf Chios und wurde auf der Insel beigesetzt.